# Catillon-Fumechon
Catillon-Fumechon és un municipi francès, situat al departament de l'Oise i a la regió dels Alts de França. L'any 2007 tenia 572 habitants.

## Demografia

### Població
El 2007 la població de fet de Catillon-Fumechon era de 572 persones. Hi havia 186 famílies de les quals 24 eren unipersonals (12 homes vivint sols i 12 dones vivint soles), 59 parelles sense fills, 95 parelles amb fills i 8 famílies monoparentals amb fills.
La població ha evolucionat segons el següent gràfic:
Habitants censats

### Habitatges
El 2007 hi havia 207 habitatges, 193 eren l'habitatge principal de la família, 6 eren segones residències i 8 estaven desocupats. 205 eren cases i 2 eren apartaments. Dels 193 habitatges principals, 163 estaven ocupats pels seus propietaris, 24 estaven llogats i ocupats pels llogaters i 6 estaven cedits a títol gratuït; 1 tenia una cambra, 9 en tenien dues, 32 en tenien tres, 52 en tenien quatre i 99 en tenien cinc o més. 141 habitatges disposaven pel capbaix d'una plaça de pàrquing. A 72 habitatges hi havia un automòbil i a 112 n'hi havia dos o més.

### Piràmide de població
La piràmide de població per edats i sexe el 2009 era:
| Homes | Edats   | Dones |
| ----- | ------- | ----- |
| 0     | 95 o +  | 0     |
| 0     | 90 a 94 | 0     |
| 0     | 85 a 89 | 8     |
| 0     | 80 a 84 | 0     |
| 4     | 75 a 79 | 0     |
| 16    | 70 a 74 | 16    |
| 20    | 65 a 69 | 16    |
| 8     | 60 a 64 | 12    |
| 8     | 55 a 59 | 12    |
| 8     | 50 a 54 | 20    |
| 4     | 45 a 49 | 8     |
| 40    | 40 a 44 | 20    |
| 28    | 35 a 39 | 24    |
| 20    | 30 a 34 | 20    |
| 16    | 25 a 29 | 20    |
| 8     | 20 a 24 | 4     |
| 8     | 15 a 19 | 20    |
| 36    | 10 a 14 | 24    |
| 28    | 5 a 9   | 32    |
| 20    | 0 a 4   | 4     |

## Economia
El 2007 la població en edat de treballar era de 391 persones, 290 eren actives i 101 eren inactives. De les 290 persones actives 272 estaven ocupades (155 homes i 117 dones) i 19 estaven aturades (5 homes i 14 dones). De les 101 persones inactives 23 estaven jubilades, 53 estaven estudiant i 25 estaven classificades com a «altres inactius».

### Ingressos
El 2009 a Catillon-Fumechon hi havia 203 unitats fiscals que integraven 575 persones, la mediana anual d'ingressos fiscals per persona era de 19.148 €.

### Activitats econòmiques
Dels 10 establiments que hi havia el 2007, 1 era d'una empresa extractiva, 3 d'empreses de construcció, 2 d'empreses de comerç i reparació d'automòbils, 1 d'una empresa d'hostatgeria i restauració, 1 d'una empresa de serveis i 2 d'empreses classificades com a «altres activitats de serveis».
Dels 6 establiments de servei als particulars que hi havia el 2009, 2 eren tallers de reparació d'automòbils i de material agrícola, 1 lampisteria, 1 electricista i 2 perruqueries.
L'any 2000 a Catillon-Fumechon hi havia 8 explotacions agrícoles que ocupaven un total de 1.464 hectàrees.

## Equipaments sanitaris i escolars
El 2009 hi havia una escola maternal integrada dins d'un grup escolar amb les comunes properes formant una escola dispersa.

## Poblacions més properes
El següent diagrama mostra les poblacions més properes.